# Jakub Przybyłowski
Jakub Przybyłowski (ur. 1982) – polski poeta, slamer.
W roku 2007 wydał tomik Ballady i Romanse (Biblioteka Nocy Poetów, SDK, Warszawa, 2007), za który otrzymał I nagrodę w Ogólnopolskim Konkursie Literackim „Złoty Środek Poezji” 2008 na najlepszy książkowy debiut poetycki 2007. Zwycięzca wielu turniejów jednego wiersza i slamów, obok Jasia Kapeli, Gila Gillinga i Macieja Kaczki jeden z najbardziej znanych slamerów w Polsce. Mieszka w Warszawie.

## Poezja
- Ballady i Romanse (Biblioteka Nocy Poetów, SDK, Warszawa, 2007)
- Iluminacje (Lampa i Iskra Boża, Warszawa 2015)